# Rocca Sinibalda
Rocca Sinibalda est une commune italienne de la province de Rieti, dans la région Latium.

## Géographie

### Hameaux
Magnalardo, San Salvatore Maggiore, Vallecupola.

### Communes limitrophes
Ascrea, Belmonte in Sabina, Castel di Tora, Colle di Tora, Concerviano, Longone Sabino, Monteleone Sabino, Poggio Moiano, Torricella in Sabina, Varco Sabino.

## Histoire
La commune abrite le château Cesarini Sforza construit en 1084 et transformé en forteresse plus moderne dans les années 1530 par Baldassare Peruzzi, à la demande du cardinal Alessandro Cesarini. L'intérieur est orné de fresques des XVIIe et XVIIIe siècles.
dans les années 1950, il fut acheté par l'écrivaine américaine Caresse Crosby, qui l'utilisa comme lieu de rencontre pour les artistes, promouvant également des séminaires de poésie jusqu'en 1970.

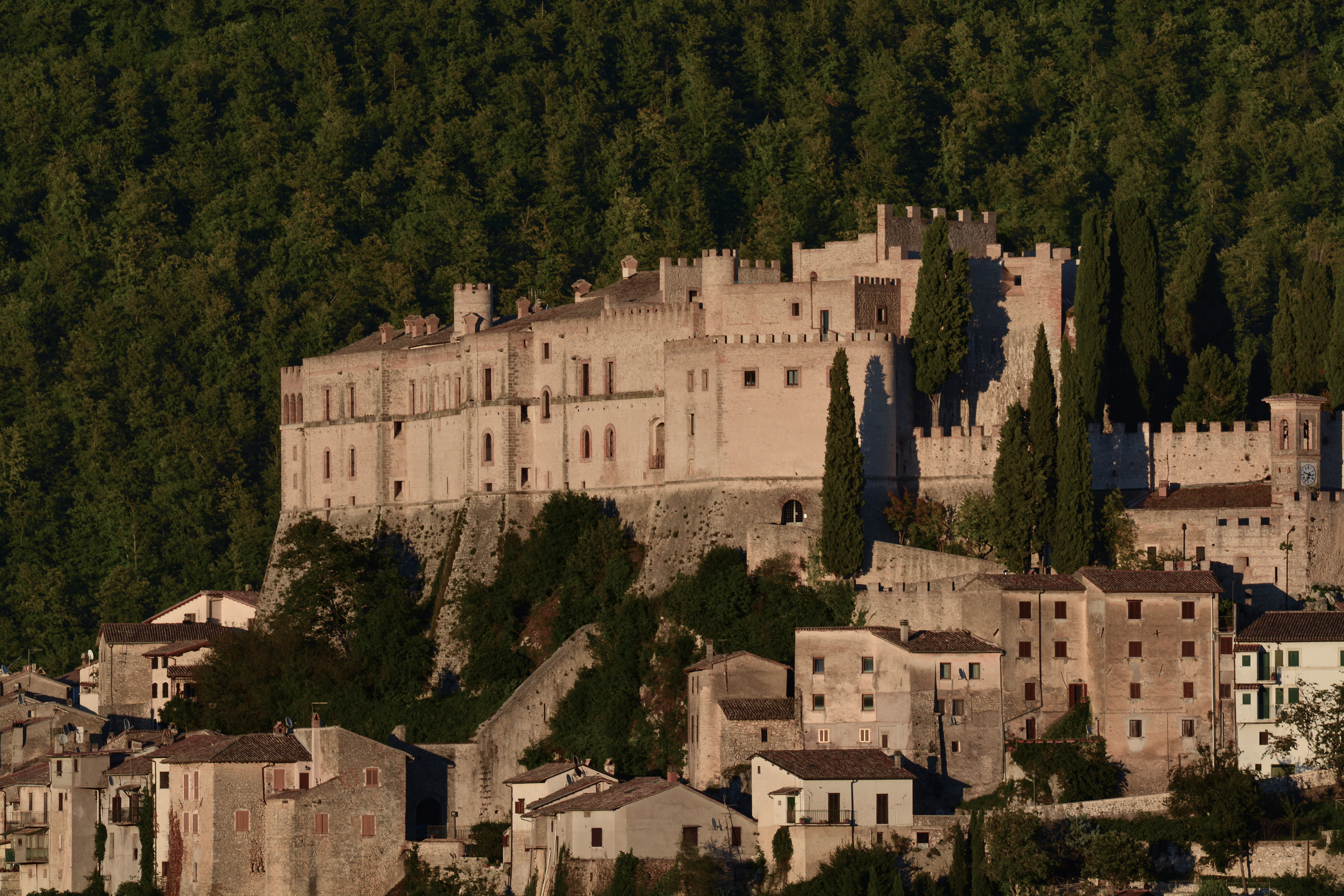
Vue du château Cesarini.

Le château est classé monument national depuis 1928. Il a été restauré et rouvert en 2014.
Les vestiges de l'ancienne ville sabine de Trebula Mutusca se trouvent à proximité.

## Administration
| Période                                  | Période | Identité          | Étiquette    | Qualité |
| ---------------------------------------- | ------- | ----------------- | ------------ | ------- |
| Les données manquantes sont à compléter. |         |                   |              |         |
| 2004                                     | 2009    | Giancarlo Marotti | Lista civica |         |

## Cinéma
De nombreuses scènes du film érotique Lucrèce Borgia, sorti en 1990, furent tournées à Rocca Sinibalda, notamment dans le château Cesarini.